# コブガ科
コブガ科（Nolidae）はヤガ上科に属する鱗翅目（チョウ目）の科のひとつ。

## 特徴
スリット状の出口が設けられた特徴的な舟方の繭の構造が、本科の最も明確な分類形質とされる。

## 形態と多様性
世界から1700種あまりが知られ、特に東南アジアで多様である。日本からは113種が知られる。
成虫形態は多様である。タイプ属の Nola 属をはじめとして、コブガ亜科には比較的小型で灰色を基調とした体色を呈する種が多いが、その他の亜科には派手な色の後翅をもち開帳が80mmほどにもなるシンジュキノカワガ Eligma narcissus のような大型種や、サラサリンガ Camptoloma interioratum のように鮮やかな色と模様の前翅をもつ種、ミドリリンガ Clethrophora distincta のように緑一色の前翅をもつものや、キノカワガ Blenina senex のように樹皮への隠蔽擬態で知られるものなども含まれる。
幼虫は、刺毛の発達するいわゆるケムシ型のものと、刺毛が目立たないいわゆるイモムシ型のものの両方が存在する。コブガ亜科の幼虫は第3腹節の腹脚を喪失することが知られる。Carea 属や Xenochroa 属には幼虫の胸部が肥大化する種が知られる。

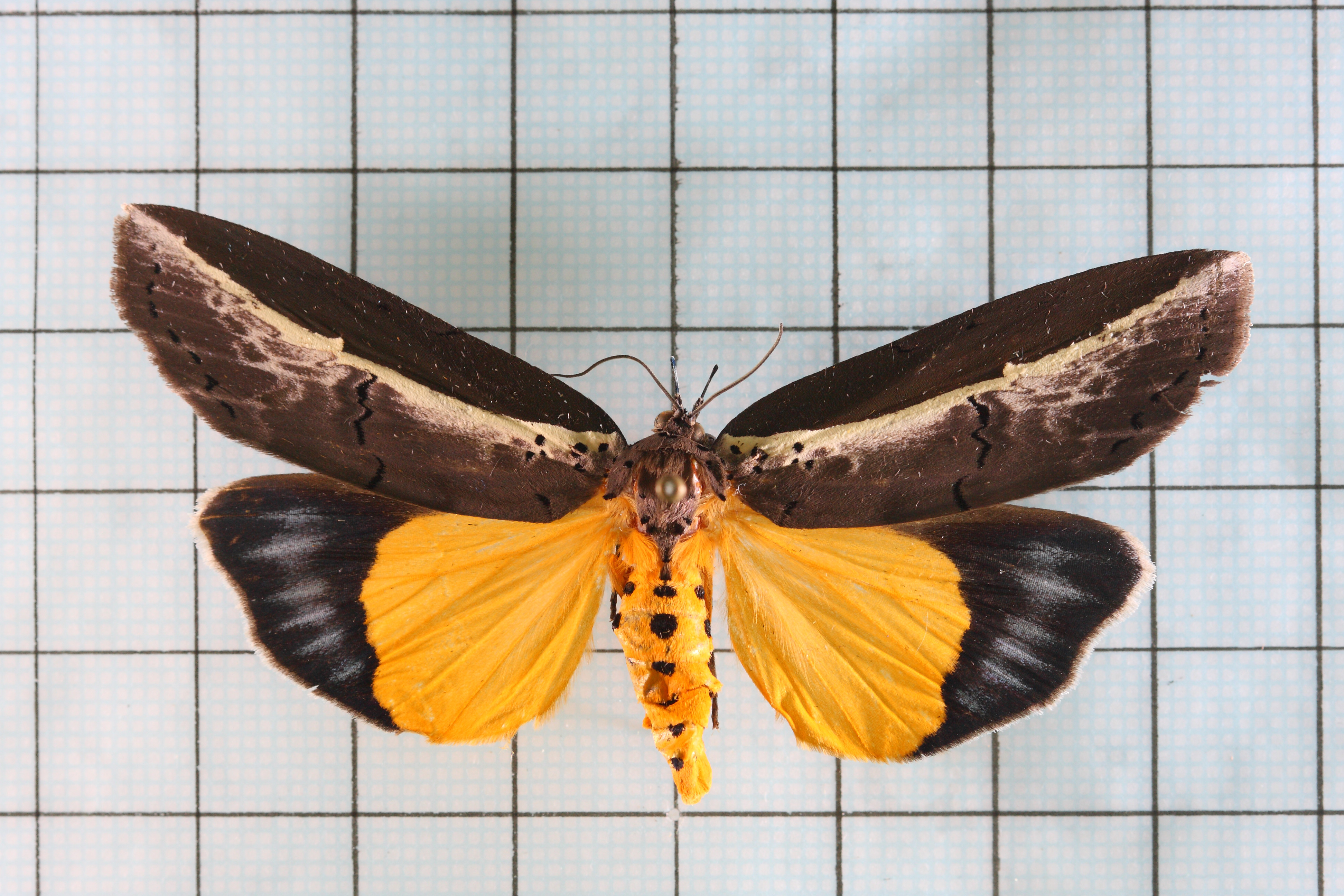
シンジュキノカワガ Eligma narcissus 成虫標本, 台湾
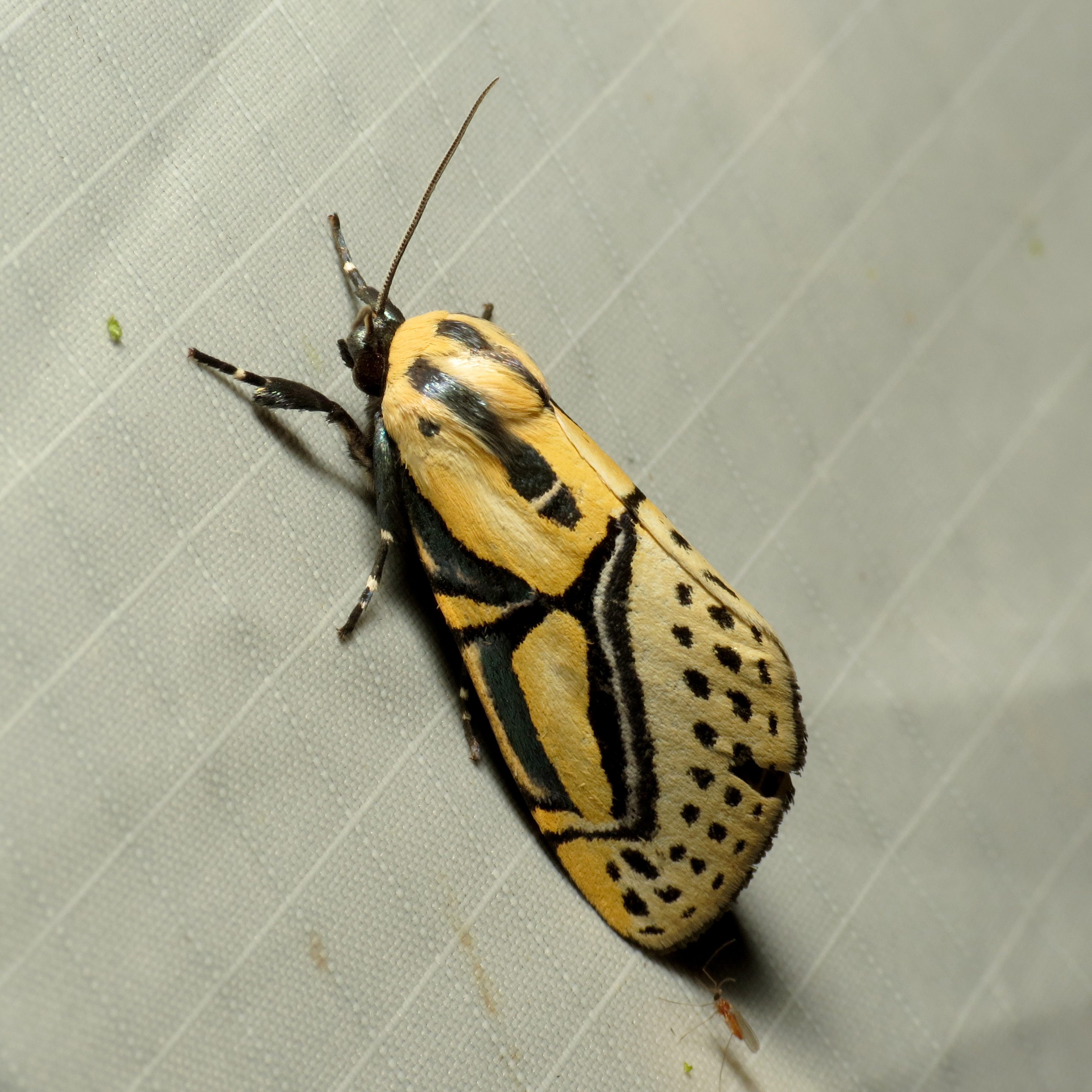
Diphthera festiva 成虫, アメリカ
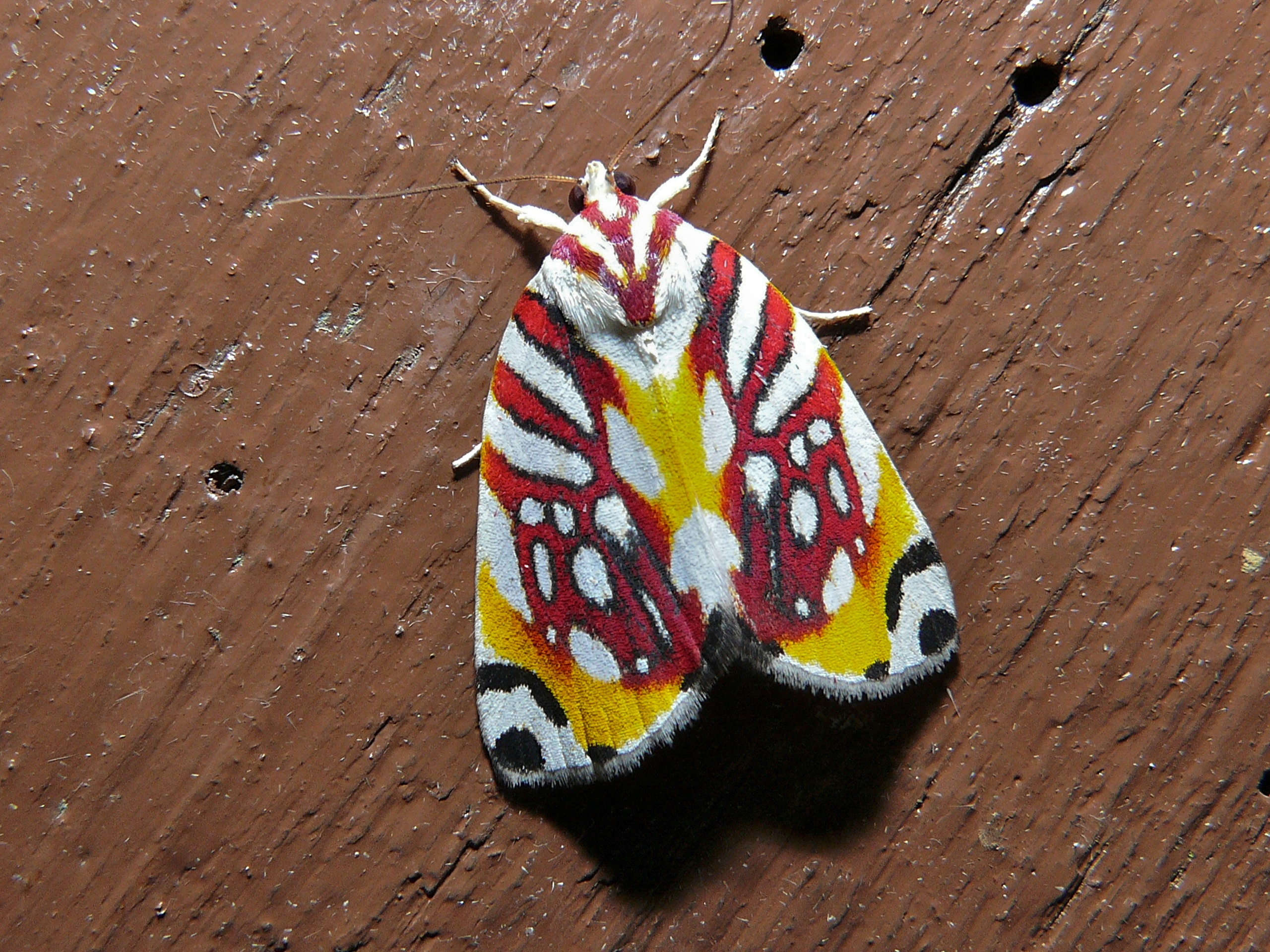
Sinna calospila 成虫, マレーシア
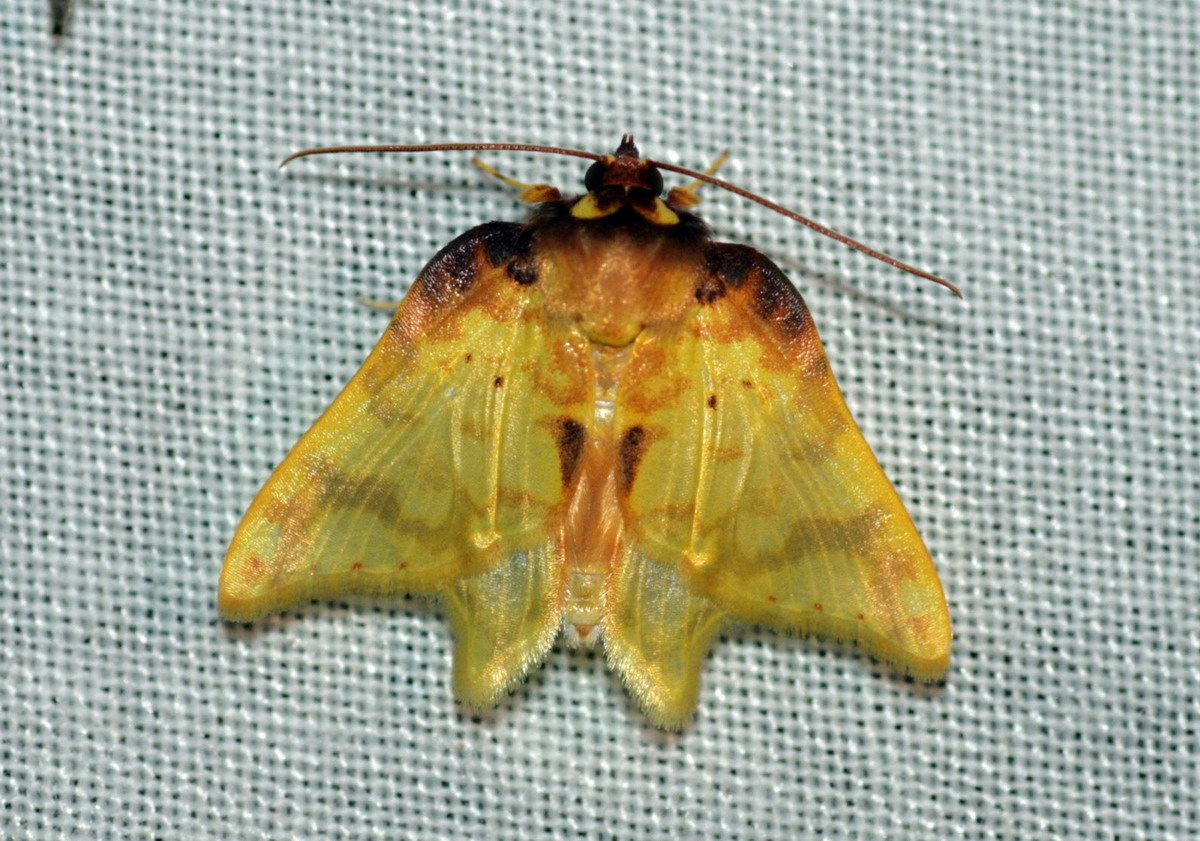
Cossedia kobesi 成虫, マレーシア
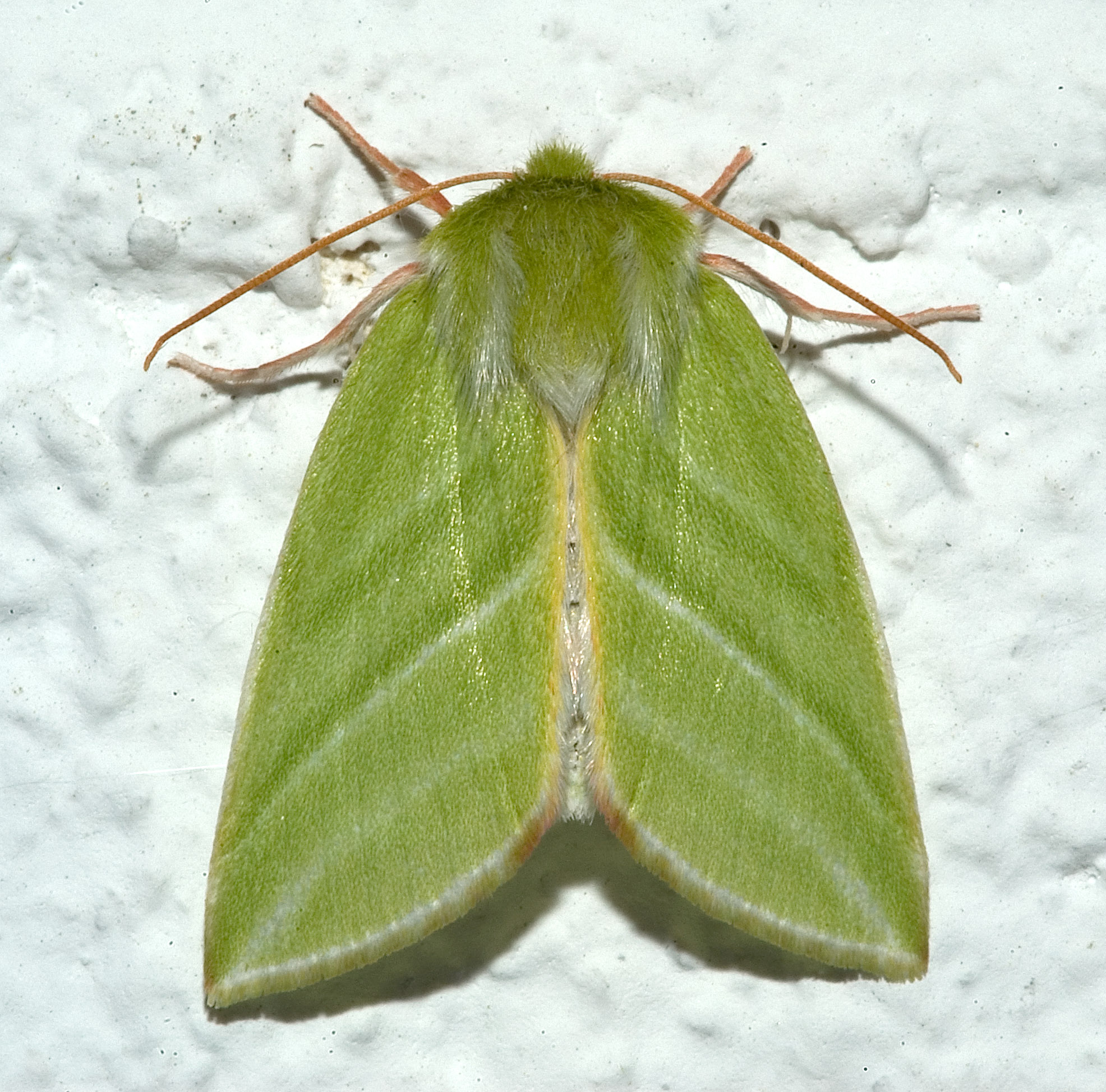
アオスジアオリンガ Pseudoips prasinanus 成虫, オーストリア
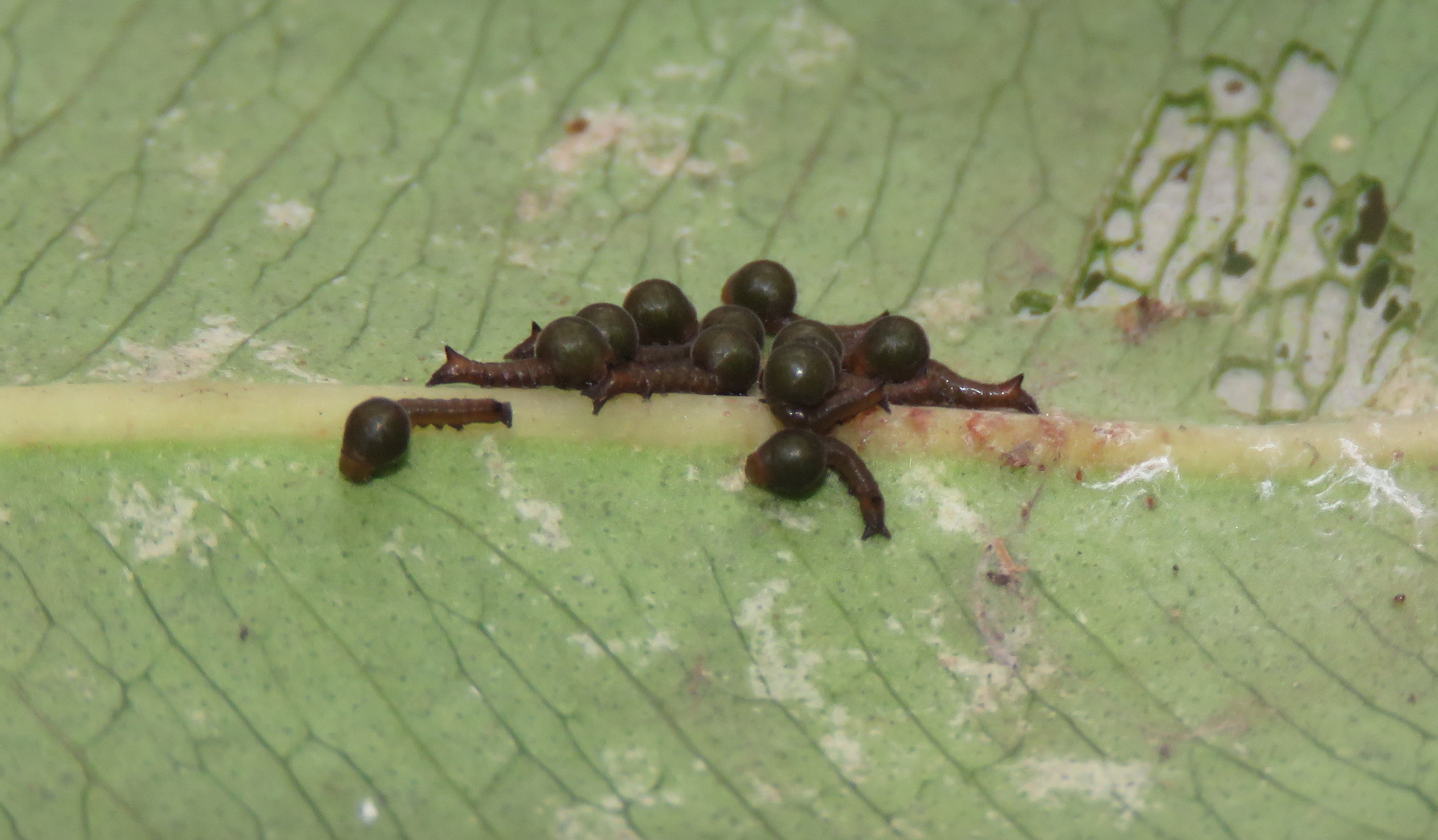
Carea 属幼虫, インド

## 生態
幼虫は植食性である。コブガ亜科には新芽、花、さや、種子などの、成熟した葉以外の植物組織を摂食する傾向が見られる。クロフマエモンコブガ Nola innocua の幼虫は Nipponaphis 属のアブラムシがイスノキの葉に形成した虫えい（虫こぶ）組織のみを摂食することが報告されている。虫えい食（cecidophagous）は本科を含む鱗翅目の複数のグループで観察されるが多くの場合は機会的な摂食にとどまり、本種のように虫えいしか摂食しない例はほとんど知られていない。
コブガ亜科の一部の幼虫には、脱皮後に残された頭部の脱皮殻を頭上に積み重ねる習性が観察される。
本科の多くのグループにおいて、蛹と♂成虫が発音用の器官を用いて音を出すことが知られている。このうちリンガ亜科の♂成虫の発音行動に関しては、アオスジアオリンガ P. prasinanus および Bena bicolorana の研究から、配偶行動に関わる性的コミュニケーションである可能性が示唆されている。

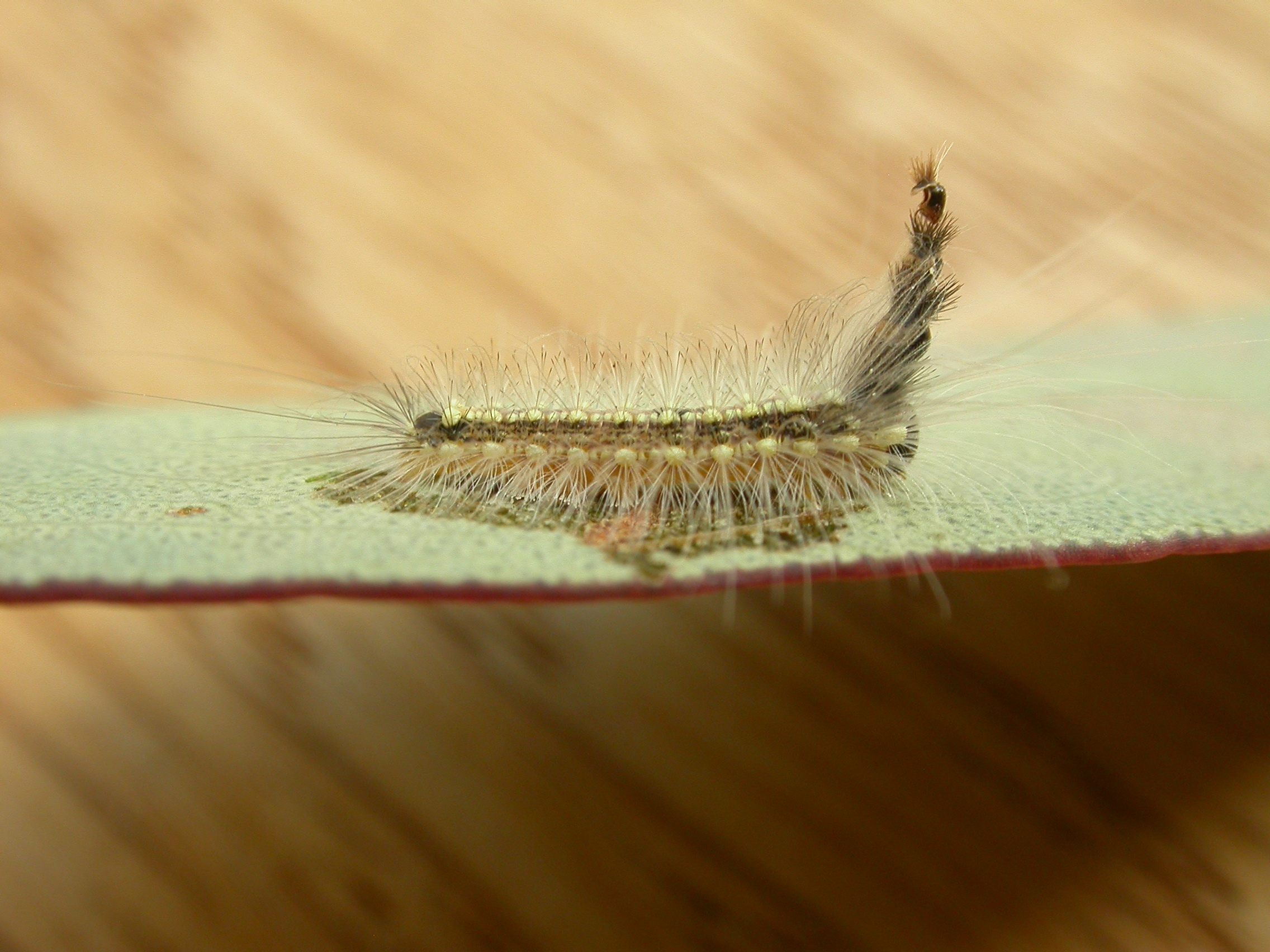
幼虫, オーストラリア. 頭部の脱皮殻を頭上に積み重ねている

### 人との関係
一部の種は農林業に対する害虫として扱われる場合がある。
Earias 属に属する Earias biplaga やクサオビリンガ E. vittella、ミスジアオリンガ E. insulana などの種はワタの朔果を食害する害虫として知られる。同属のベニモンアオリンガ E. roseifera はツツジ類の新芽を食害する。
オーストラリアに分布しユーカリ類を食害する Uraba lugens はニュージーランドに侵入し重要害虫となっている。サラサリンガ C. interioratum の幼虫は集団を形成しナラ類、シイ類、カシ類を食害する。時に大量発生して森林害虫となるが、大量発生の観察事例が少ないため森林害虫としての研究は不足している。

## 分類
本科はかつてヒトリガ科の亜科として扱われたことがあり、近年でもヤガ科の亜科として扱われる場合があるが、本稿ではヤガ上科に属する独立した科として扱う分類体系を採用している。
Holloway (1998)では形態的な情報から9亜科を、Zahiri et al. (2012) では分子系統解析にもとづき、8亜科を認めている。和名は特記のないかぎり、神保 (2020) にあるものを併記する。
| Holloway (1998)                      | Zahiri et al. (2012)                                                        |
| ------------------------------------ | --------------------------------------------------------------------------- |
|                                      | Diphtherinae 亜科                                                           |
| リュウキュウキノカワガ亜科 Risobinae | リュウキュウキノカワガ亜科 Risobinae                                        |
| ナンキンキノカワガ亜科 Collomeninae  | ナンキンキノカワガ亜科 Collomeninae                                         |
|                                      | Beaninae 亜科                                                               |
| シンジュガ亜科 Eligminae             | シンジュガ亜科 Eligminae                                                    |
| シロズリンガ亜科 Westermanniinae     | シロズリンガ亜科 Wastermanniinae                                            |
| コブガ亜科 Nolinae - Beana 属        | コブガ亜科 Nolinae                                                          |
| リンガ亜科 Chloephorinae             | リンガ亜科 Chloephorinae - Eariadini 族 - Sarrothripini 族 - Bleninina 亜族 |
| ワタリンガ亜科 Eariadinae            |                                                                             |
| キノカワガ亜科 Bleninae              |                                                                             |
| Afridinae 亜科                       | Afrida 属 incertae sedis                                                    |